# Les Pieux
Les Pieux ist eine französische Gemeinde mit 3266 Einwohnern (Stand 1. Januar 2022) im Département Manche in der Region Normandie. Sie gehört zum Arrondissement Cherbourg und zum Kanton Les Pieux. Die Einwohner nennen sich Pieusais.

## Geographie

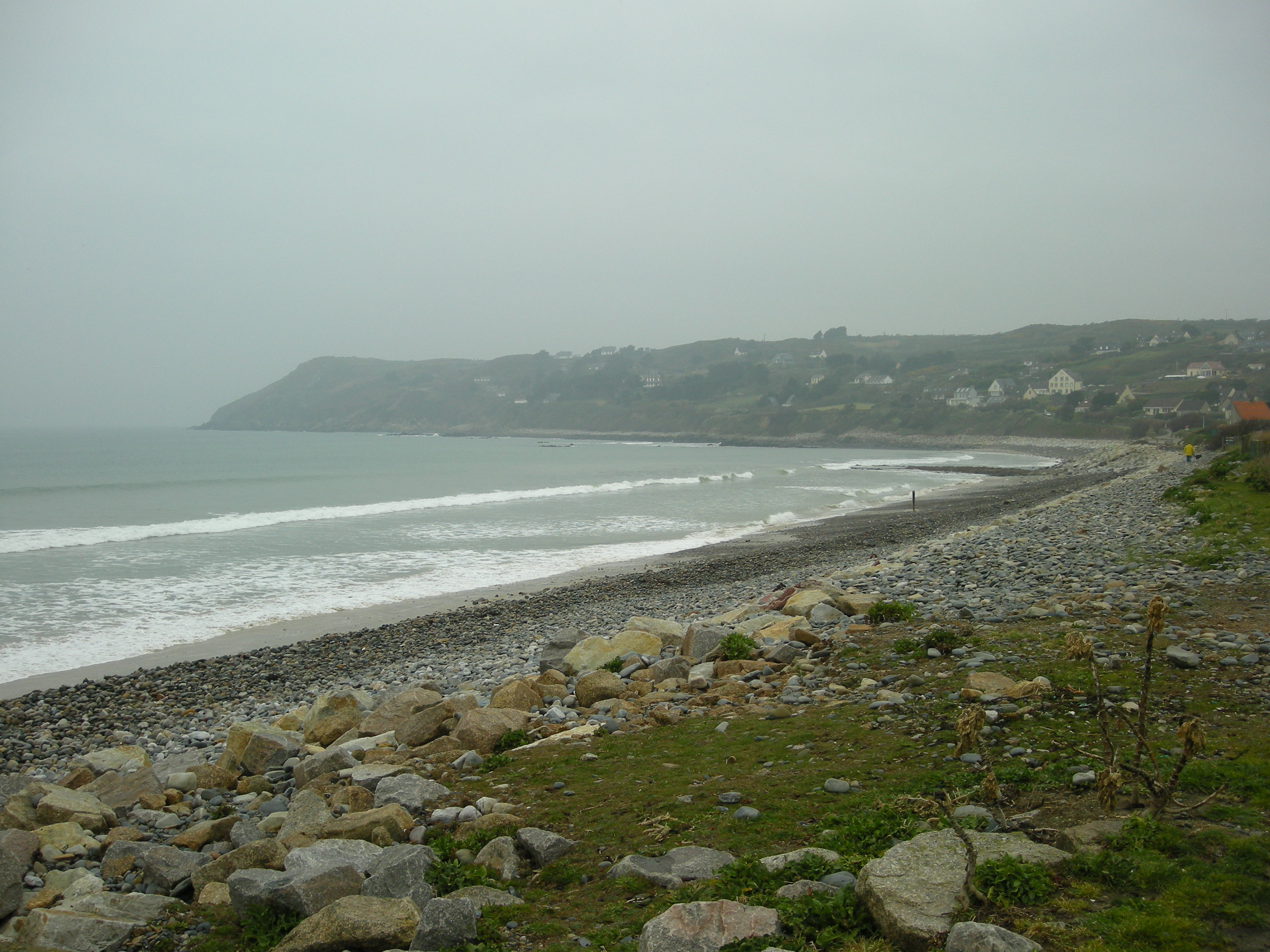
Kleine Bucht von Sciotot

Die Gemeinde liegt auf der Halbinsel Cotentin, rund 20 Kilometer südwestlich von Cherbourg-Octeville, in der Naturlandschaft von La Hague, und grenzt im Westen an den Ärmelkanal. Nachbargemeinden sind Tréauville im Norden, Benoîtville im Nordosten, Grosville im Osten, Saint-Germain-le-Gaillard im Süden, Le Rozel im Südwesten und Flamanville im Nordwesten.
Von Les Pieux aus können die Kanalinseln Guernsey, Sark und Alderney wahrgenommen werden.
Der Flamanville-Granit ist von einer Kontaktaureole umgeben. Im Ort Sciotot sind cornéennes anzutreffen.

## Toponymie
Der Name leitet sich aus dem Lateinischen podium ab, das Höhe bedeutet.
Der Ort Étangval in Les Pieux stammt nicht aus dem französischen étang (deutsch: Teich), sondern aus dem angelsächsischen stan (vgl. deutsch: Stein).

## Bevölkerungsentwicklung
| Jahr      | 1962 | 1968 | 1975 | 1982 | 1990 | 1999 | 2009 | 2018 |
| Einwohner | 1136 | 1169 | 1222 | 2436 | 3203 | 3477 | 3588 | 3222 |

## Wirtschaft
In den letzten 30 Jahren hat sich die Bevölkerung aufgrund des Vorhandenseins eines Kernkraftwerks in der Nachbargemeinde Flamanville stark entwickelt (+ 185,7 % zwischen 1975 und 2006). Praktisch ist Les Pieux zu einer Kleinstadt geworden. Aufgrund des auf die Atomindustrie zurückzuführenden Geldsegens verfügt die Gemeinde über viel bessere Infrastrukturen (Verkehrsanbindung, Sporthalle, Sozialhilfe usw.) als andere Gemeinden, die genau so groß sind.
Les Pieux ist eine Gemeinde mit vielfältigen Gesichtern. Sie ist zugleich eine Landgemeinde mit der typischen normannischen Bocage-Landschaft, aber auch eine moderne, mit Sporthallen und Supermärkten ausgerüstete Stadt.
Sie ist auch eine touristische Stadt mit der kleinen Bucht von Sciotot, zwischen dem granitartigen Kap von Flamanville und Le Rozel.
Eine Kaolin-Lagerstätte wurde vom 18. bis zum Anfang des 20. Jahrhunderts erschlossen. Sie belieferte die Porzellanfabriken von Valognes, Isigny-sur-Mer und Bayeux mit dem Mineral.

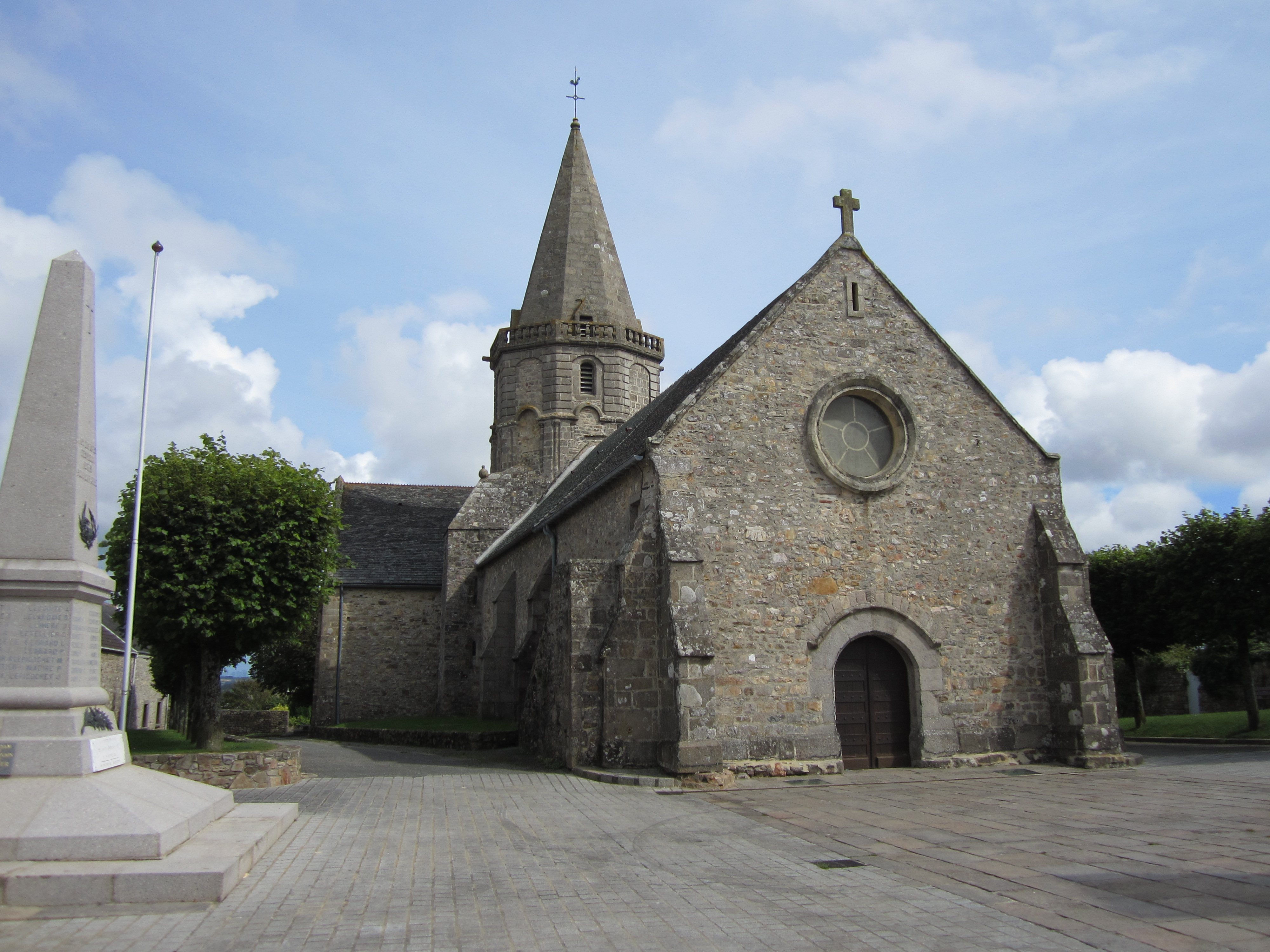
Kirche Notre-Dame

## Partnergemeinden
- Lytchett Matravers, Großbritannien
- Weener, Deutschland